# JSTOR
JSTOR (von englisch Journal STORage) ist eine in New York City ansässige Non-Profit-Organisation. Sie betreibt ein gleichnamiges, kostenpflichtiges Online-Archiv als digitale Bibliothek mit ausgewählten Fachzeitschriften und wissenschaftlichen Büchern sowie Quellensammlungen. Die Texte wurden früher mittels Retrodigitalisierung in elektronische Form gebracht (E-Text), in jüngerer Zeit direkt von den Verlagen digital zur Verfügung gestellt. In der Regel wird der Zugang dazu von größeren Bibliotheken den Lesern kostenfrei zur Verfügung gestellt.

## Angebot
JSTOR bietet eine Volltextsuche digitalisierter wissenschaftlicher Publikationen an. Die Texte liegen als Volltext und Vollbild im PDF, TIFF oder Postscript-Format vor. Die Datenbank (Stand: September 2019) enthält 2.600 Zeitschriftentitel,  70.000 Bücher von Wissenschaftsverlagen und 2 Millionen gescannte Primärquellen. Die älteste verfügbare Zeitschrift ist die Philosophical Transactions of the Royal Society von 1665.
Der Zugang zu JSTOR ist hauptsächlich über Bibliotheken, Universitäten und Verleger möglich. Diese Institutionen zahlen Lizenzen, damit ihre Leser, Studenten und Mitarbeiter über das Internet auf JSTOR zugreifen dürfen. Über eine Brückenseite gelangen auch Suchmaschinennutzer zu einem Zeitschriftenartikel, dessen erste Seite kostenfrei ist. Individuelle Abonnements für einzelne Zeitschriftentitel sind über den entsprechenden Zeitschriftenverleger bei JSTOR verfügbar. Insgesamt nehmen über 9000 Institutionen an JSTOR teil, davon mehr als 3900 US-amerikanische. In Deutschland haben über 200 Partner (größtenteils Universitätsbibliotheken) Zugriff auf JSTOR. In Österreich haben 35, in der Schweiz 50 Institutionen Zugriff auf das Angebot. JSTOR bietet aber auch Privatpersonen verschiedene Zugänge an. Downloads sind dabei kostenpflichtig.
Einen Konflikt mit Zeitschriftenverlegern und deren kommerziellen Interessen löst JSTOR durch die sogenannte „bewegliche Wand“ (gleitende Schwelle), einer zeitlichen Verzögerung zwischen der aktuellen Ausgabe und der letzten bei JSTOR erhältlichen Ausgabe. Diese Lücke ist in einer Vereinbarung zwischen JSTOR und dem Verleger festgelegt und beträgt zwischen ein und fünf Jahren. Wenn ein Verleger seine Ausgaben selbst ins Internet stellen will (vgl. elektronische Zeitschrift), kann er die bewegliche Wand in eine sogenannte „feste Wand“ ändern, nach deren festem Datum JSTOR nicht mehr befugt ist, neue Ausgaben in seine Datenbank aufzunehmen.

## Geschichte
William G. Bowens, Präsident der Princeton University sowie Präsident der Bildungs-Stiftung Andrew W. Mellon Foundation, erdachte und initiierte im Frühjahr 1994 ein Forschungsprojekt zur Zeitschriftendigitalisierung. Ziel des Projektes war, der Zeitschriftenkrise, der viele Bibliotheken seit den 1980ern gegenüberstanden, zu begegnen. Die Bibliotheken konnten sich ihre gedruckten Zeitschriftensammlungen aufgrund steigender Titelanzahl und fehlender Regalmeter (Archiv) kaum mehr leisten. Durch eine Digitalisierung dieser Titel sollte es Bibliotheken ermöglicht werden, den Bestand dieser Zeitschriften im Zuge einer Langzeitarchivierung kostengünstig auszulagern. Im August stiftete die Foundation der University of Michigan 700.000 US-$, um von Programmierern und Bibliothekaren Software entwickeln und geeignete Hardware erwerben zu lassen, die Zeitschriftenartikel mitsamt hochauflösenden Bildern über Computernetzwerke verfügbar machen sollte. Im Dezember gab die Foundation der Universität weitere 1.500.000 US-$, um das Abscannen von zehn vor 1990 erschienenen Ausgaben wichtiger („core“) Zeitschriften der Geschichtswissenschaften und Wirtschaftswissenschaften bildschirmlesbar zu machen (ca. 750.000 Seiten). Die Dateien wurden zusätzlich mit einer OCR-Software (ASCII) ausgelesen, um sie für Suchmaschinen durchsuchbar zu machen. Diese Datenbank wurde testweise von der University of Michigan und der Princeton University (Mirror) fünf weiteren Bibliotheken zur Verfügung gestellt. Die Volltextsuche über einen Netzzugang eröffnete (neben den Synergieeffekten der Bibliotheken) Wissenschaftlern neue Arbeitsmöglichkeiten und Forschungsbereiche, steigerte die Resonanz und den Zugriff enorm und fand Anerkennung beim wissenschaftlichen und bibliothekarischen Publikum. Nach dem Erfolg des Projektes wurde die Datenbank erweitert. Im August 1995 wurde JSTOR eine Non-Profit-Organisation. Seit Januar 1997 wird das Archiv – auf unbegrenzte Zeit – Bibliotheken angeboten.
Einige Bibliotheken lagerten ihre Zeitschriftenbände, obwohl auch bei JSTOR verfügbar, zusätzlich in ihre Archive aus. Vielen Bibliotheken ohne Abonnements der gedruckten Bände wurde es jedoch möglich, ihren Lesern Zugriff auf die Digitalisate zu geben. Aus einem Platzspar-Service wurde so ein Zugangsservice. Die Digitalisierung erhöhte die Nutzung der Artikel und ließ den Kopierservice der Bibliotheken drastisch einbrechen.
Im Januar 2009 gaben JSTOR und die amerikanische NPO Ithaka, die gemeinnützige Unternehmungen zu Digitalisierungen unterstützt, ihre Fusion bekannt.
Im September 2011 gab JSTOR bekannt, gemeinfreie Inhalte, die in den USA vor 1923 bzw. in anderen Ländern vor 1870 veröffentlicht worden sind, könnten weltweit frei genutzt werden. Über die erweiterte Suche ist es möglich, nur solche Aufsätze aus dem Early Journal Content anzeigen zu lassen, die für den jeweiligen Benutzer abrufbar seien.

## Dokumente-Download durch Aaron Swartz
Im Juli 2011 wurde der US-amerikanische Urheberrechts-Aktivist Aaron Swartz festgenommen. Ihm wurde vorgeworfen, im MIT ohne Genehmigung seinen Laptop an das dortige Netzwerk angeschlossen und so den Instituts-Zugang zu JSTOR genutzt zu haben, um zwischen September 2010 und Januar 2011 über vier Millionen Dokumente herunterzuladen. Da der Großteil dieser Dokumente durch universitäre und andere öffentliche Mittel finanziert worden war, war er der Ansicht, diese gehörten der Öffentlichkeit. Nachdem Kaution gestellt worden war, kam er wieder frei. Ihm drohten bei einer Verurteilung bis zu 35 Jahre Haft. Die Gerichtsverhandlung war für April 2013 angesetzt. Dazu kam es aber nicht mehr, denn Swartz beging im Januar 2013 Suizid.
Einen Tag nach Swartz’ Festnahme stellte ein unbekannter Nutzer knapp 19.000 wissenschaftliche Dokumente der Philosophical Transactions of the Royal Society, die bei JSTOR gespeichert waren, bei The Pirate Bay ein. Damit wolle er laut Datei-Beschreibung dagegen protestieren, dass JSTOR Geld für diese Dokumente nehme, obwohl sie gemeinfrei sein sollten. Es handelte sich um Texte, die zwischen dem 17. Jahrhundert und dem frühen 20. Jahrhundert (vor 1923) veröffentlicht worden waren. Diese Veröffentlichung wird zwar in Verbindung mit Swartz gebracht, jedoch hatte dieser beteuert, keine Dokumente veröffentlicht oder kopiert zu haben, und die Dokumente waren zuvor bei ihm sichergestellt worden.

## Kritik
Kritik an JSTOR entzündete sich an den hohen Kosten, die für den Zugriff auf den Dienst verlangt werden, bis zu 19 US-Dollar pro Artikel.
In Deutschland kann nur auf einen kleinen Teil des JSTOR-Zeitschriftenpaketes im Rahmen der Nationallizenzen zugegriffen werden. Der Lizenzierung stand ursprünglich entgegen, dass JSTOR als „Aggregator“ selbst keine Rechte an den jeweiligen Werken besitzt, die im Rahmen der Nationallizenz erworben werden könnten. Die Inhalte wurden im Jahre 2008 durch eine Sonderfördermaßnahme der DFG für Aggregatordatenbanken für den Zeitraum 2009–2013 bereitgestellt.

## Ähnliche Angebote
Nachdem das Art Museum Image Consortium (AMICO), ein Webportal für Bilder von Kunstwerken, aufgebaut von einem Konsortium unter Leitung der Getty Foundation, im Jahr 2005 geschlossen worden war, wurde ARTstor als Schwesterorganisation von JSTOR mit einem ähnlichen Abonnementmodel ins Leben gerufen. ARTstor hat Zugriff auf verschiedene Bilderdatenbanken und verfügt über mehr als zwei Millionen Bilder (Stand: Oktober 2009).
In Deutschland soll DigiZeitschriften, unterstützt vom Börsenverein des Deutschen Buchhandels, der Verwertungsgesellschaft Wort und der Verwertungsgesellschaft Bild-Kunst, ein Gegenstück zu JSTOR aufbauen.
Project MUSE, ein Projekt der Johns Hopkins University Press (JHUP) und der Milton S. Eisenhower Library an der Johns Hopkins University, begann 1995, Online-Abonnements seiner Zeitschriften anzubieten. Im Jahr 2000 ergänzte Project MUSE sein Angebot um Zeitschriften anderer Verleger. Heute (Stand: Mai 2007) bietet das Projekt über 300 Zeitschriften von 60 Verlegern im Bereich Kunst, Geisteswissenschaften und Sozialwissenschaften an.
Eine Auswahl französischsprachiger akademischer Zeitschriften ist über das Onlineportal Persée frei zugänglich.